# Сауыншы (Первомайский сельский округ)
Сауыншы (каз. Сауыншы) — село в Карасайском районе Алматинской области Казахстана. Входит в состав Первомайского сельского округа. Код КАТО — 195249300.

## Население
В 1999 году население села составляло 41 человек (21 мужчина и 20 женщин). По данным переписи 2009 года, в селе проживало 327 человек (155 мужчин и 172 женщины).